# Vrtogoš
Vrtogoš (en serbe cyrillique : Вртогош) est une localité de Serbie située sur le territoire de la Ville de Vranje, district de Pčinja. Au recensement de 2011, elle comptait 1 175 habitants.
Vrtogoš, officiellement classé parmi les villages de Serbie, est également connu sous le nom de Gornji Vrtogoš. Une autre localité, située à proximité, porte le nom de Donji Vrtogoš.

## Démographie
| 1948  | 1953  | 1961  | 1971  | 1981  | 1991  | 2002  | 2011  |
| ----- | ----- | ----- | ----- | ----- | ----- | ----- | ----- |
| 1 535 | 1 570 | 1 576 | 1 425 | 1 387 | 1 340 | 1 355 | 1 175 |

|  |